# Giorgio Carcangiu
Giorgio Carcangiu (Serramanna, 22 aprile 1960) è un karateka e maestro di karate italiano.
È stato campione europeo e vicecampione del mondo di karate shotokan ai campionati del mondo tenuti a Taipei nel 1982.

## Biografia
Nato Serramanna, un piccolo paesino della provincia di Cagliari, inizia a praticare il karate shotokan dall'età di 11 anni. All'età di 14 anni raggiungerà la cintura nera 1º dan. Ben presto si conferma uno dei migliori atleti (se non il migliore) della Sardegna, vincendo numerose gare sia di “kumite” che di “kata”.

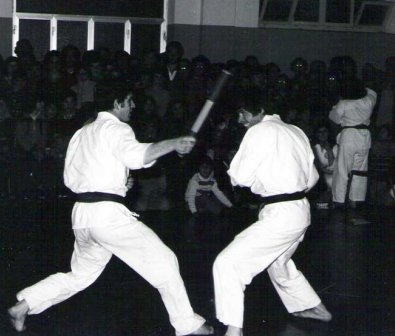
Giorgio Carcangiu e Giorgio Marras in esibizione a Serramanna, il 26 marzo 1977.

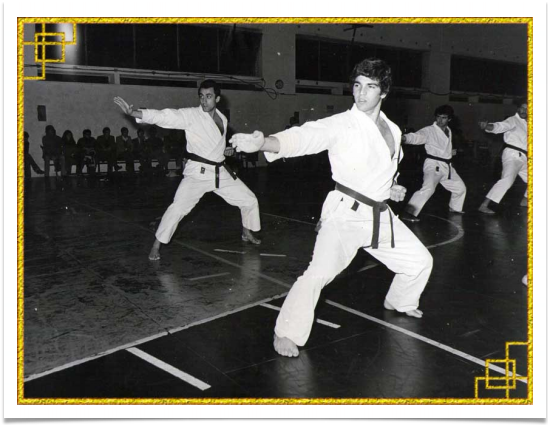
Anni '70 - In primo piano un giovane Giorgio Carcangiu durante l'esecuzione di un kata.

## Campionati del mondo di karate del 1982
In occasione della VI edizione del campionato del mondo di karate del 1982 di Taipei, perde l'incontro decisivo per il titolo contro il giapponese Yuchi Suzuki. Questa sarà per lui l'ultima esperienza agonistica, in quanto a soli 23 anni deciderà di abbandonare lo sport e di aprirsi la sua prima palestra a Cagliari.

## Attualmente
Da parecchi anni insegna karate shotokan presso la propria palestra: il "Gruppo Sportivo Giorgio Carcangiu" a Quartu Sant'Elena, in provincia di Cagliari, tra l'altro paese nel quale risiede. Padre ed allenatore del campione del mondo 2014 Alessandro Carcangiu, annovera fra i suoi allievi numerosi atleti di fama nazionale ed internazionale. Detiene la cintura nera 6º dan di karate.

## Palmarès

### Mondiali
Individuale
- Argento a Taipei 1982

### Europei
Individuale
- Oro a Roma 1979
- Bronzo a Parigi 1980
- Oro a Amsterdam 1981

A squadre
- Argento a Amsterdam 1981